# Lijst van oorlogsmonumenten in Epe
De Nederlandse gemeente Epe heeft 16 oorlogsmonumenten. Hieronder een overzicht.
| Nr.                             | Object                                | Herdachte groep                                                                    | Ontwerper                                                           | Onthulling        | Type             | Locatie                            | Plaats  | Coördinaten                   | Foto                                |
| ------------------------------- | ------------------------------------- | ---------------------------------------------------------------------------------- | ------------------------------------------------------------------- | ----------------- | ---------------- | ---------------------------------- | ------- | ----------------------------- | ----------------------------------- |
| 635                             | Bevrijdingsmonument                   | algemeen                                                                           | Gerrit Bolhuis (1907)                                               |                   | beeld/sculptuur  |                                    | Epe     | 52° 20' 55" NB, 5° 58' 47" OL | Bevrijdingsmonument                 |
| 636                             | Monument voor Vrede en Gerechtigheid  | algemeen                                                                           | Péta Vlieger i.s.m. met scholieren van de scholengemeenschap te Epe | 5 mei 1995        | beeld/sculptuur  | Markt, 8161                        | Epe     | 52° 20' 55" NB, 5° 59' 8" OL  |                                     |
| 671                             | Ooorlogsmonument                      | burgerslachtoffers                                                                 |                                                                     |                   | gedenksteen      | Eperweg 40                         | Oene    | 52° 20' 49" NB, 6° 2' 29" OL  |                                     |
| 3093                            | Oorlogsmonument                       | burgerslachtoffers                                                                 | W.K. de Bruin                                                       | 4 mei 1946        | zuil             | Industrieplein 88, 8171 BT         | Vaassen | 52° 17' 9" NB, 5° 58' 4" OL   | Oorlogsmonument                     |
| 3304                            | Indië-monument                        | militairen in dienst van het Ned. Kon. na 1945                                     |                                                                     |                   | gedenksteen      | Apeldoornseweg                     | Vaassen | 52° 16' 40" NB, 5° 57' 44" OL |                                     |
| 3378                            | T-for-Tommy monument                  | geallieerde militairen                                                             |                                                                     | 23 juni 1992      | Kruis            | Gortelseweg                        | Gortel  | 52° 18' 49" NB, 5° 54' 23" OL | T-for-Tommy monument                |
| 3391                            | Gedenkzuil aan de Oude Apeldoornseweg | verzet Nederland                                                                   |                                                                     | 9 november 2002   | zuil             | Oude Apeldoornseweg 60, 8171 LW    | Vaassen |                               |                                     |
| 3392                            | Gedenkzuil aan de Laan van Fasna      | geallieerde militairen                                                             |                                                                     | 11 november 2006  | zuil             | Laan van Fasna 87, 8171 NR         | Vaassen | 52° 17' 36" NB, 5° 59' 14" OL |                                     |
| 3393                            | Gedenkzuil aan de Hertenkampsweg      | verzet Nederland                                                                   |                                                                     | 12 november 2005  | zuil             | Hertenkampsweg, 8171 PT            | Vaassen | 52° 18' 51" NB, 5° 56' 27" OL |                                     |
| 3394                            | Gedenkzuil aan de Geerstraat          | geallieerde militairen                                                             |                                                                     | 10 november 2007  | zuil             | Geerstraat, 8171 LJ                | Vaassen | 52° 17' 26" NB, 6° 1' 31" OL  |                                     |
| 3395                            | Gedenkzuil aan de Gortelseweg         | geallieerde militairen                                                             |                                                                     | 2 mei 2009        | zuil             | Gortelseweg, 8166 JR               | Gortel  | 52° 19' 14" NB, 5° 53' 28" OL |                                     |
| 3396                            | Oorlogsmonument aan de Bartjesbrug    | geallieerde militairen                                                             |                                                                     | 22 juni 2009      | beeld/sculptuur  | Bartjesstraat, 8167 NO             | Oene    | 52° 20' 34" NB, 6° 3' 47" OL  | Oorlogsmonument aan de Bartjesbrug  |
| 3411                            | Moluks-monument                       | militairen in dienst van het Ned. Kon. na 1945, burgers voormalig Nederlands-Indië | Greet Grottendieck                                                  | 21 oktober 2006   | beeld/sculptuur  | Woestijnweg, 8172 CM               | Vaassen | 52° 16' 56" NB, 5° 56' 59" OL | Meer afbeeldingen                   |
| 3672                            | Herdenkingszuil voor crash van 1942   | geallieerde militairen                                                             |                                                                     | 14 september 2011 | zuil             | Nijbroekerweg 5, 8166              | Emst    | 52° 18' 46" NB, 6° 0' 50" OL  |                                     |
| 4122                            | Vrede, Vrijheid en Verdraagzaamheid   | algemeen                                                                           | Sirvan Raouf, Wico Ankersmit                                        | 5 mei 2005        | beeld, sculptuur | Kerkweg, 8171AA                    | Vaassen | 52° 17' 18" NB, 5° 58' 2" OL  | Vrede, Vrijheid en Verdraagzaamheid |
| Dit oorlogsmonument op Wikidata | Stolpersteine                         | vervolgden Nederland                                                               | Gunter Demnig                                                       |                   | reliëf           | Zie Lijst van Stolpersteine in Epe |         |                               |                                     |

Aalten ·
Apeldoorn ·
Arnhem ·
Barneveld ·
Berg en Dal ·
Berkelland ·
Beuningen ·
Bronckhorst ·
Brummen ·
Buren ·
Culemborg ·
Doesburg ·
Doetinchem ·
Druten ·
Duiven ·
Ede ·
Elburg ·
Epe ·
Ermelo ·
Harderwijk ·
Hattem ·
Heerde ·
Heumen ·
Lingewaard ·
Lochem ·
Maasdriel ·
Montferland ·
Neder-Betuwe ·
Nijkerk ·
Nijmegen ·
Nunspeet ·
Oldebroek ·
Oost Gelre ·
Oude IJsselstreek ·
Overbetuwe ·
Putten ·
Renkum ·
Rheden ·
Rozendaal ·
Scherpenzeel ·
Tiel ·
Voorst ·
Wageningen ·
West Betuwe ·
West Maas en Waal ·
Westervoort ·
Wijchen ·
Winterswijk ·
Zaltbommel ·
Zevenaar ·
Zutphen